# Roodrugparkiet
De roodrugparkiet (Psephotus haematonotus), is een Australische parkietensoort van gemiddeld 28 centimeter groot. De wildkleur van de man is groen, met een rode stuit (op de rug daar waar staart begint) en een gele buik. De pop is overwegend groenbruin.

## Kenmerken
De flanken en de buik zijn geel en de rug is helderrood. De slagpennen zijn zwartblauw en de staart blauwgroen, wit gebandeerd. De snavel is grijszwart, de ogen bruin en de poten grijsbruin. Het vrouwtje heeft in de vleugels opvallend meer geel en het rood op de rug ontbreekt. Buik en vleugelveren zijn voorzien van zwarte randjes. Op de vleugelboog bevinden zich enkele blauwe veertjes. De lichaamslengte bedraagt 26 tot 27,5 centimeter.

## Voortplanting
Het vrouwtje legt vier tot zeven eieren en bebroedt deze 25 dagen. Na een maand verlaten de jongen het nest en worden daarna nog geruime tijd door beide ouders gevoerd.

## Mutaties
Van de roodrugparkiet zijn door de jaren heen verschillende mutaties gekweekt, waardoor de kleur en aanvankelijk sommige lichamelijke kenmerken veranderden. Hierdoor krijg je als gevolg als je een 'normaal' roodrug koppeltje koopt en er na een bepaalde tijd mee kweekt, er verschillende kleuren in het nest kunnen liggen. Wanneer je echter wil beginnen met mutatiekweek, zie dat je altijd een paar raszuivere normale koppels hebt om op terug te vallen, want mutatievogels worden kleiner als je ze bij elkaar plaatst. De niet-gewenste lichamelijke veranderingen (zoals een kwalitatief slecht verenkleed en een slechte algemene gezondheid) kunnen door selectieve kweek uitgefilterd worden. Enkele mutaties van de roodrugparkiet zijn:
- Lutino (een gele vogel, de man heeft een rode stuit, hierdoor kun je ze meestal uit elkaar houden.)
- Pallid (ook wel pastel genoemd, vroeger ging hij als de gele roodrug door het leven omdat hij de eerste mutatie was bij de roodruggen. De man lijkt op de wildkleurman, maar dan lichter, de pop is fletser gekleurd)
- Australisch blauw (de man is felblauw gekleurd met een grijze rug en een witte onderbuik, de pop is overwegend donkergrijs met een blauwe onderrug en staart)
- Bont (de man en pop zijn zeer gelijkaardig, namelijk een gele vogel met wisselend donkergroen patroon vooral op de rug, de vleugels en in de staart, man en pop zijn nog te onderscheiden aan de grootte van de vogel en de kop (vorm)).
- Cinnamon
- Opaline
- Oranje

Deze laatste drie zijn de meer recente mutaties, als je deze aanschaft, let er dan wel op als je een koppeltje hebt, deze jongen kleiner en kleiner zullen worden. Men is nu zover dat er veel mutaties bestaan.

## Vererving
De vererving van dergelijke mutaties geschiedt op verschillende manieren. Er bestaan geslachtsgebonden verervingen (via de geslachtschromosomen, bijvoorbeeld lutino en pastel), recessieve verervingen (bijvoorbeeld blauw en recessief bont), dominante verervingen (bijvoorbeeld dominant bont en grijs) en nog enkele minder bekende.
Door bepaalde mutaties aan elkaar te koppelen, ontstaan er gecombineerde mutaties. Zo zijn er al secundaire (bijvoorbeeld pastelblauw), tertiaire (bijvoorbeeld ino pallid blauw, ook wel verkeerdelijk de ino platinum genoemd, hoewel de echte platinum een mutatie op zichzelf is die momenteel enkel in Australië terug te vinden is) en zelfs kwadritaire mutaties (bijvoorbeeld ino pallid opaline blauw) gekweekt.
Een albino is een voorbeeld van een secundaire mutatie. Deze mutatie komt als volgt tot stand:
De wildkleur roodrugparkiet is een groene vogel en bestaat bijgevolg uit gele en blauwe kleurpigmenten. Er bestaan gele roodrugparkieten, de ino's, die dus geen blauwe kleurpigmenten meer in zich hebben. Daarnaast bestaan er ook blauwe roodrugparkieten, de Australische blauwe, die bijgevolg geen gele kleurpigmenten meer dragen. Een kruising van beide vogels leidt eerst tot splitvogels. Deze vogels dragen de genen van beide kleuren wel in zich, maar laten er maar eentje van zien. Ze geven de andere kleur wel genetisch door aan (sommige van) hun jongen. Wanneer deze splitvogels (bijvoorbeeld ino split blauw of blauw split ino of wildkleur split blauw en ino) opnieuw aan een andere vogel in deze context worden gekoppeld (bijvoorbeeld een ino split blauw met een blauwe pop), komen daar albino's uit, die dus noch gele noch blauwe kleurpigmenten bevatten. Aanvankelijk zijn dit eerst enkel albino poppen die hieruit gekweekt worden, maar door hiermee door te kweken, kunnen ook albino mannen worden gekweekt.

## Verspreiding en leefgebied
De soort is endemisch in het zuidoosten van Australië en telt twee ondersoorten:
- P. h. caeruleus: noordoostelijk Zuid-Australië en zuidwestelijk Queensland.
- P. h. haematonotus: binnenlands zuidoostelijk Australië.

## Status
De grootte van de populatie is niet gekwantificeerd maar de soort wordt omschreven als algemeen tot zeer algemeen. Op de Rode lijst van de IUCN heeft deze soort de status niet bedreigd.